# Pachperwa
Pachperwa is een nagar panchayat (plaats) in het district Balrampur van de Indiase staat Uttar Pradesh. 

## Demografie
Volgens de Indiase volkstelling van 2001 wonen er 14.329 mensen in Pachperwa, waarvan 52% mannelijk en 48% vrouwelijk is. De plaats heeft een alfabetiseringsgraad van 43%. 